# 格雷羅冰川
78°32′S 84°15′W / 78.533°S 84.250°W
格雷羅冰川是南極洲的冰川，位於埃爾斯沃思地，處於埃爾斯沃思山脈的森蒂納爾嶺，全長13公里，根據美國地質調查局的測量和美國海軍的空中照片被繪入地圖。